# Obwarzanki odpustowe

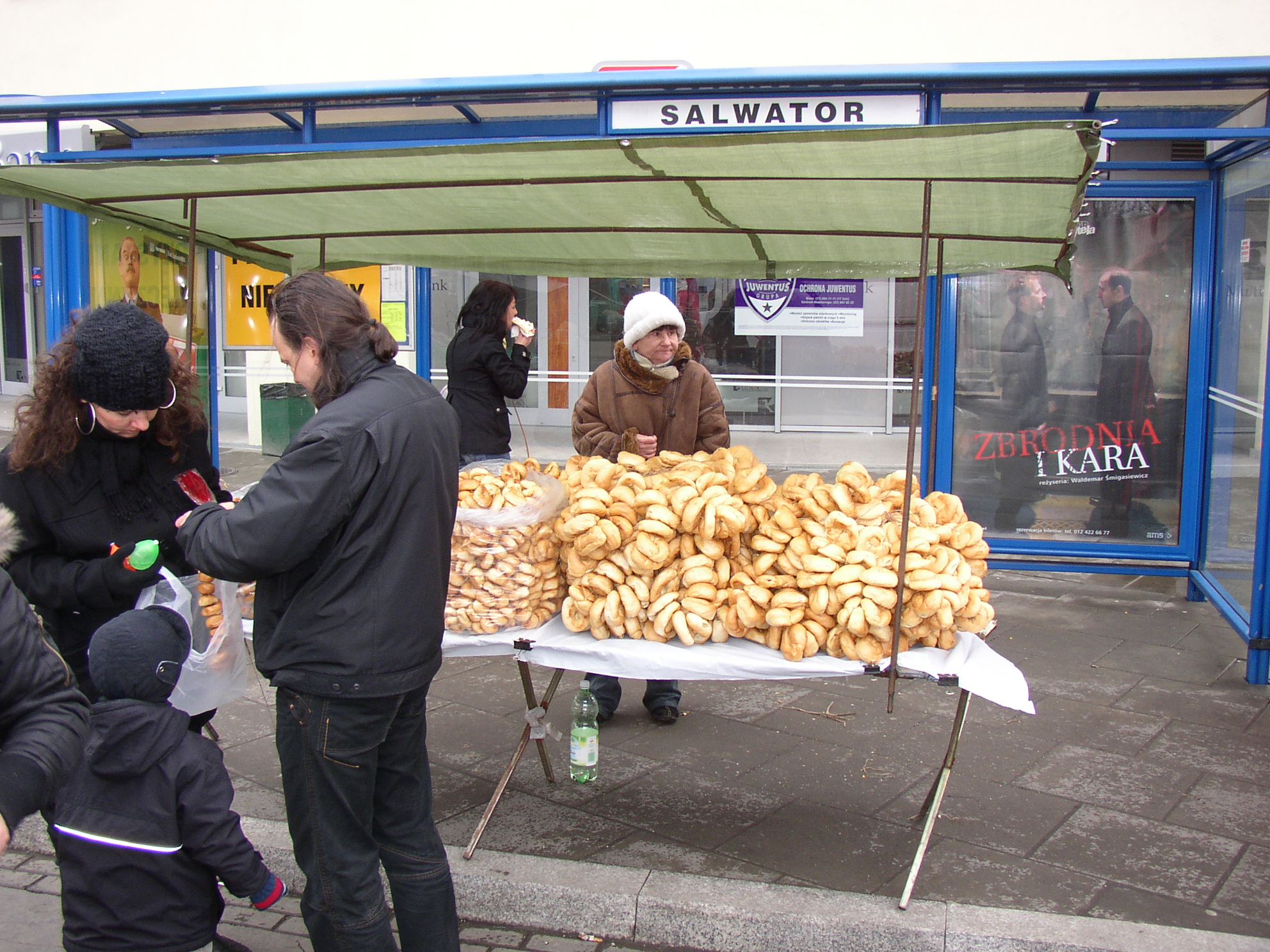
Obwarzanki sprzedawane podczas Emausu w Krakowie (2009)

Obwarzanki odpustowe – wypiek w kształcie niewielkich pierścionków, najczęściej posmarowanych białkiem jaja i posypanych solą lub makiem. Powstaje z lekko słodkawego ciasta z jaj, mąki pszennej, cukru i wody, bez dodatku drożdży. Najpierw się je obgotowuje we wrzącej wodzie (obwarza), a potem piecze. Nawleczone na papierowy sznurek sprzedawane są przez ulicznych sprzedawców w czasie odpustów parafialnych.
29 kwietnia 2008 na Listę produktów tradycyjnych wpisane zostały żareckie obwarzanki odpustowe.